# Snchalik
Snchalik, jedna od sedam skupina Colville Indijanaca porodice salishan koji su nekoć čivjeli uz rijeku Columbia na području današnjeg okruga Ferry u američkoj državi Washington. Njihovo glavno selo zvalo se Nchaliam, a nalazilo se nedaleko današnjeg Incheliuma na području rezervata Colville. Grad je prozvan po imenu sela ove skupine a značenje mu je  'where big water meets small water' .